# Shannon (Nowa Zelandia)
Shannon – miasto w Nowej Zelandii, na Wyspie Północnej, w regionie Manawatu-Wanganui.